# John Kipkurgat
John Kipkurgat (ur. 16 marca 1944) – kenijski lekkoatleta, średniodystansowiec, medalista igrzysk afrykańskich i igrzysk Brytyjskiej Wspólnoty Narodów.

## Kariera sportowa
Specjalizował się w biegu na 800 metrów. Zdobył srebrny medal w tej konkurencji na igrzyskach afrykańskich w 1973 w Lagos, przegrywając tylko ze swym rodakiem Cosmasem Silei.
Zwyciężył w biegu na 800 metrów na igrzyskach Brytyjskiej Wspólnoty Narodów w 1974 w Christchurch, wyprzedzając swego kolegę z reprezentacji Kenii Mike’a Boita i Johna Walkera z Nowej Zelandii. Uzyskał wówczas czas 1:43,91, który był drugim wynikiem w historii, słabszym o 0,2 sekundy od rekordu świata należącego do Marcello Fiasconaro.
23 marca 1974 w Pointe-à-Pierre podjął próbę pobicia rekordu świata na 800 metrów. Przebiegł 600 metrów w czasie 1:13,2, lecz potem opadł z sił. Jego czas na 60 metrów jest najszybszym międzyczasem biegu na 800 metrów w historii (według stanu na styczeń 2019).
Później Kipkurgat dołączył do zawodowej grupy International Track Association, co uniemożliwiło mu starty w igrzyskach olimpijskich i zawodach uznawanych przez IAAF.

## Rekordy życiowe
Rekordy życiowe Kipkurgata:
- bieg na 800 metrów – 1:43,91 s (29 stycznia 1974, Christchurch)
- bieg na 1500 metrów – 3:39,90 s (25 stycznia 1974, Christchurch)